# Mika Biereth
Mika Miles Biereth (født 8. februar 2003) er en bosnisk-dansk-engelsk professionel fodboldspiller, som spiller som angriber for Ligue 1-klubben Monaco.

## Klubkarriere

### Arsenal
Efter at have været del af Fulhams ungdomsakademi, så skiftede Biereth i juli 2021 til Arsenal, hvor han skrev sin første professionelle kontrakt. Det lykkedes ham dog aldrig at spille en kamp for Arsenals førstehold i sin tid med klubben.
Han tilbragte lejeaftaler hos hollandske RKC Waalwijk og skotske Motherwell i løbet af sin tid hos Arsenal.

### Sturm Graz
Biereth blev igen udlejet i januar 2024, denne gang til østrigske Sturm Graz. Han imponerede i sin halve sæson med klubben, og i juli blev klubben enige med Arsenal om at gøre skiftet permanent.
Han havde en fantastisk første halvdel af 2024-25 sæsonen, da han scorede 11 ligamål på bare 16 kampe.

### Monaco
Biereth skiftede i januar 2025 til Monaco. Han debuterede for klubben den 14. januar i en Coupe de France-kamp imod Stade Reims. Den 1. februar scorede han det første hattrick i sin karriere, da han scorede tre mål på bare otte minutter i en kamp imod Auxerre. Han fortsatte sin drømmestart hos klubben over de næste kampe, hvor han scorede yderligere to hattrick. Det betød at efter syv kampe havde han scoret 10 Ligue 1-mål, og slog hermed Zlatan Ibrahimović' rekord for spilleren hurtigst til 10 mål i ligaens historie.

## Landsholdskarriere
Biereth har repræsenteret Danmark på flere ungdomsniveauer.

## Privat
Biereth er født i London til en dansk-tysk far og en bosnisk mor.